# Cestrum macbridei
Cestrum macbridei är en potatisväxtart som beskrevs av Francey. Cestrum macbridei ingår i släktet Cestrum och familjen potatisväxter. Inga underarter finns listade i Catalogue of Life.